# Lyperia tristis
Lyperia tristis är en flenörtsväxtart som först beskrevs av Carl von Linné d.y., och fick sitt nu gällande namn av George Bentham. Lyperia tristis ingår i släktet Lyperia och familjen flenörtsväxter. Inga underarter finns listade i Catalogue of Life.